# Факультет фінансів та обліку Київського національного торговельно-економічного університету
Факультет фінансів та обліку Київського національного торговельно-економічного університету (ФФО КНТЕУ) — факультет Київського національного торговельно-економічного університету. Заснований у 1993 році. Загальна кількість студентів — 400. Науково-педагогічний склад факультету налічує 60 % викладачів з науковими ступенями докторів і кандидатів наук. Факультет очолює кандидат економічних наук, доцент Канєва Тетяна Володимирівна. До 2020 року мав назву факультет фінансів та банківської справи.
До складу факультету входять 5 кафедр:
- Кафедра фінансів
- Кафедра банківської справи
- Кафедра статистики та економетрії
- Кафедра обліку та оподаткування
- Кафедра фінансового аналізу та аудиту

Навчання на факультеті проводяться за новітніми методиками в аудиторіях із найсучаснішим обладнанням. При кафедрах діють комп'ютерні класи, обладнані сучасною обчислювальною та організаційною технікою. Студенти мають можливість працювати у локальних комп'ютерних мережах і у всесвітній мережі Internet.